# 뱅슈

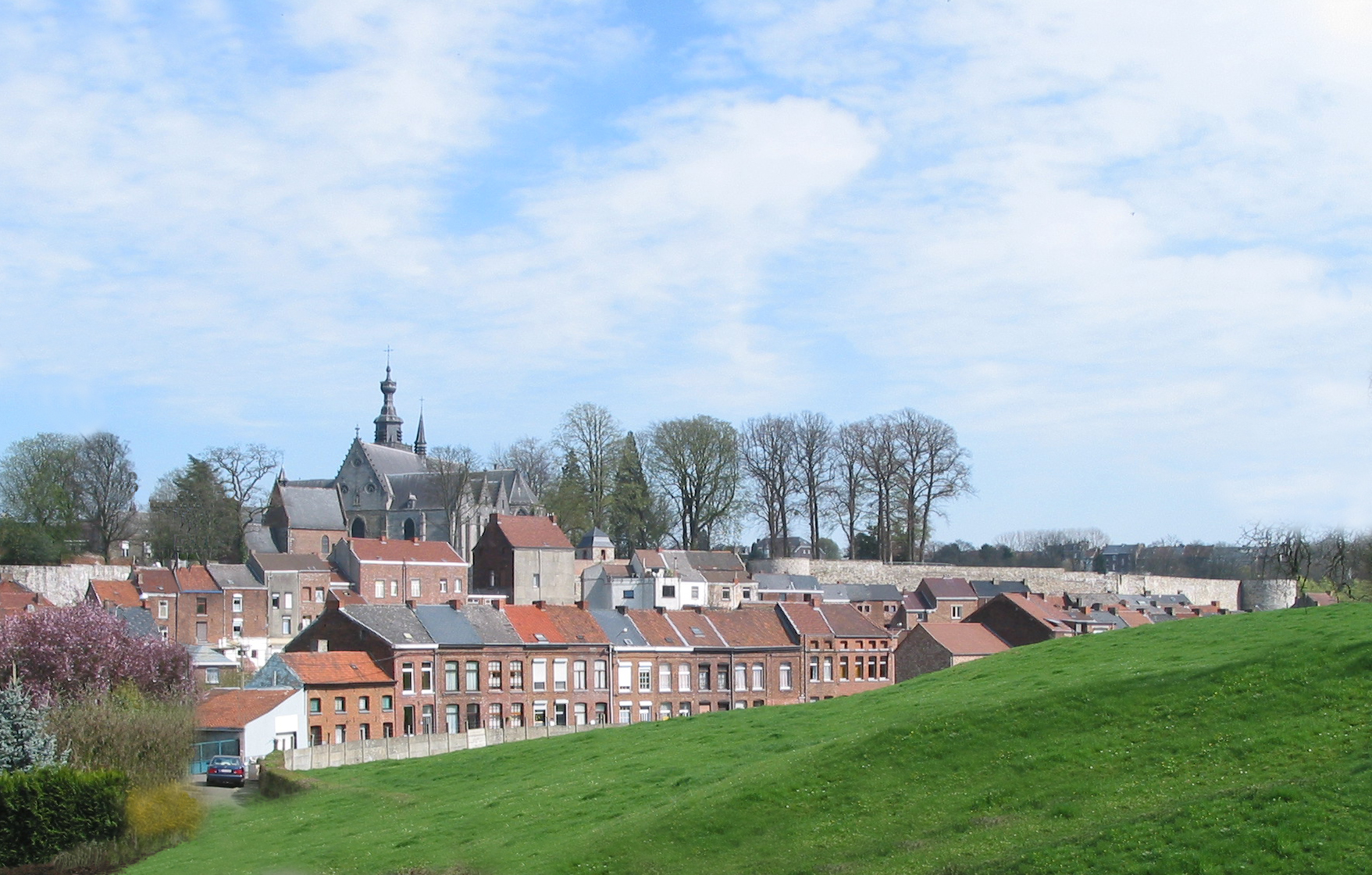
뱅슈

뱅슈(프랑스어: Binche)는 벨기에 왈롱 에노주의 도시이다. 2003년 뱅슈에서 매년 열리는 뱅슈 카니발이 인류무형문화유산에 등재되었다.

## 같이 보기
- 뱅슈 사육제